# Педерсен, Себестьян
Себастьян Педерсен (норв. Sebastian Pedersen; 8 июня 1999 года, Эльверум, Норвегия) — норвежский футболист, играющий на позиции нападающего. Ныне выступает за норвежский клуб «Мосс».

## Карьера
Свендсен является воспитанником «Стабека». В 2016 году окончил академию клуба, начиная с того же года - игрок основной команды. 7 августа 2016 года дебютировал в чемпионате Норвегии в поединке против «Хёугесунн», выйдя на поле на замену на 84-й минуте вместо Камала Исса. Всего в дебютном сезоне провёл 5 матчей, забил 1 мяч.
Выступает за юношеские сборные Норвегии.